# Gökay
Gökay ist ein türkischer männlicher und weiblicher Vorname sowie Familienname mit der Bedeutung „Person mit blauen Augen“.

## Verbreitung
Der Name wird in Deutschland seit 2005 regelmäßig vergeben und gilt als mäßig beliebt. Von 2010 bis 2023 wurden etwa 270 Jungen so genannt. Der Name kommt in Österreich seit 2000 in der Namensgebung vor und wird seitdem fast jährlich vergeben, das letzte Mal im Jahr 2023. Von 1984 bis 2023 wurde er 31 Mal vergeben. In der Schweiz tragen 23 Personen den Namen (Stand 2023). Seine Vergabe ist auch in Liechtenstein und Schweden nachgewiesen.

## Namensträger

### Männlicher Vorname
- Gökay Güney (* 1999), türkischer Fußballspieler
- Gökay İravul (* 1992), türkischer Fußballspieler
- Gökay Sofuoğlu (* 1962), türkischer Verbandsfunktionär in Deutschland

### Weiblicher Vorname
- Gökay Akbulut (* 1982), deutsche Politikerin türkisch-kurdischer Herkunft

### Familienname
- Bahadır Gökay (* 1955), türkischer Maler
- Emre Gökay (* 2006), türkischer Fußballspieler
- Fahrettin Kerim Gökay (1900–1987), türkischer Hochschullehrer und Politiker